# Rixelbruch

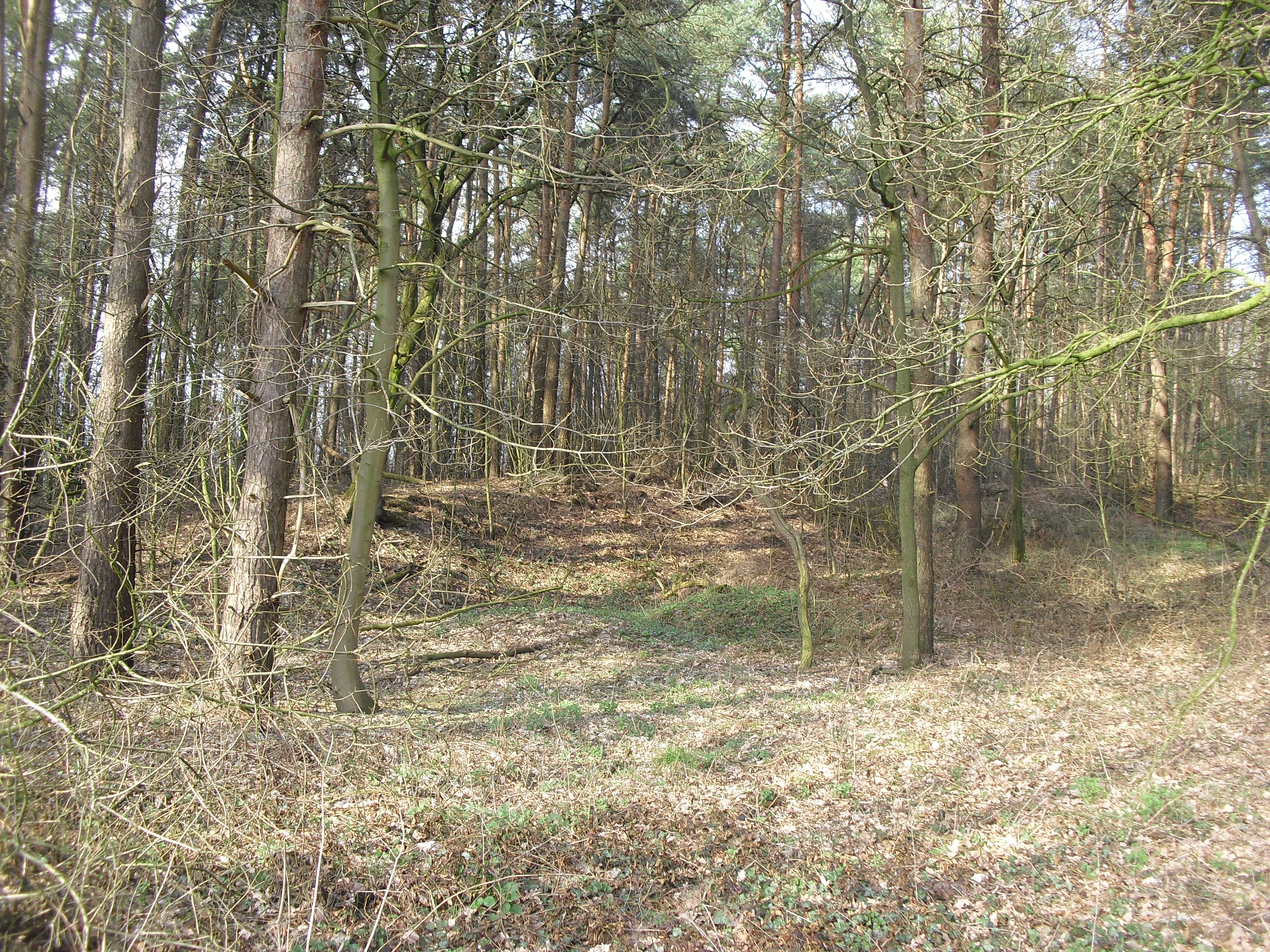
Binnendüne am Rand der Schutzfläche

Der Rixelbruch ist ein Naturschutzgebiet mit einer Größe von 6,36 ha im Ortsteil Riege der Gemeinde Hövelhof im Kreis Paderborn. Es wird mit der Nummer PB-029 geführt und wurde im Jahr 1989 als Naturschutzgebiet ausgewiesen. Das Gebiet dient der Erhaltung seltener naturnaher Bereiche eines Erlenbruchwaldes, eines Stieleichen-Birkenwaldes und feuchter Heiden mit den an diese Lebensräume gebundenen seltenen Pflanzen- und Tierarten sowie zur Herstellung von Tümpeln zum Schutz von Tier- und Pflanzenarten.

## Lage
Der Rixelbruch befindet sich im rund 105 Metern Höhe im Bereich der Kattenheide nordwestlich des Hövelhofer Ortsteils Riege. Die nordwestliche Grenze zur Stadt Schloß Holte-Stukenbrock befindet sich in nur wenigen hundert Metern Entfernung. Im Nordosten schließt sich ein rund sechs Hektar großer Baggersee an die Schutzfläche an, während sich im östlichen Anschluss eine Fischzuchtanlage befindet. Die Becken dieser Anlage werden durch den Furlbach gespeist, der in südwestliche Richtung unterhalb des Rixelbruches abfließt.

## Charakteristik
Beim Rixelbruch handelt es sich um einen Erlenbruchwald auf sennetypischem sandigen Untergrund. Seine Entstehung verdankt er früheren Ausuferungen des heute in feste Dämme gefassten Furlbachs. Hohe Grundwasserstände sind für die Schutzzone charakteristisch, deren Standortverhältnisse durch eine Senkenlage begünstigt wird. Auf den permanent nassen Standorten finden sich Torfmoose, Wollgras und Moosbeeren, teilweise vermischt mit Beständen der Schwertlilie. Das Gebiet weist einen relativ großen Strauchreichtum auf. Ein Abfluss zum Sennebach entwässert das Gebiet in südwestliche Richtung. In den trockeneren Randzonen der Schutzfläche sind kleinere, mit Kiefern bestandene Binnendünen zu finden. Ferner befindet sich im Süden des Schutzgebietes eine kleinere, sich an die Bruchfläche anschließende Grünlandparzelle.

## Flora und Fauna
Die stetig nassen Standorte des Rixelbruches bilden einen artenreichen Torfmoos-Erlenbruchwald mit zahlreichen charakteristischen und seltenen Pflanzenarten. Hervorzuheben sind hierbei die Arten Schmalblättriges Wollgras (Eriophorum angustifolium), Langährige Segge (Carex elongata), sowie der Sumpf-Haarstrang (Peucedanum palustre).
Zu den im Gebiet heimischen Vogelarten zählen unter anderem die Waldohreule (Asio otus), die Tannenmeise (Parus ater) und die Nachtigall (Luscinia megarhynchos).

## Etymologie
Der Begriff „Rixel“ bzw. „Rieksel“ bezeichnet eine Holzanpflanzung innerhalb einer als gemeinsames Eigentum mehrerer Höfe genutzten Fläche. Abgeleitet ist der Begriff vom niederdeutschen Wort „Rieke“ für Hecke. Derartige Holzanpflanzungen wurden seinerzeit von einer „Rieke“ umgeben, um das weidende Vieh vom „Rieksel“ fernzuhalten.